# Dolly (film)
Pour plus de détails, voir Fiche technique et Distribution.
Dolly est un film français réalisé par Pierre Colombier, sorti en 1929.

## Synopsis
C'est l'histoire d'une jeune femme nommé Dolly.

## Fiche technique
- Titre : Dolly
- Réalisation : Pierre Colombier
- Scénario : Pierre Colombier
- Photographie : Victor Arménise
- Décors : Jacques Colombier
- Production : Exclusivités Jean de Merly
- Pays de production :  France
- Format :  Noir et blanc - Muet
- Genre : Comédie
- Date de sortie : 
  - France : 8 mars 1929

## Distribution
- Dolly Davis : Dolly
- André Roanne : Robert
- Ady Cresso : Marianne
- Paul Ollivier : Champigny
- Jacques Floury : Gilles